# Азади
„Азади“ (на персийски: برج آزادی, Бо́рдже азади – Кула на свободата) е сред най-известните архитектурни забележителности на иранската столица Техеран. Така се наричат още главният площад, на който се намира кулата, както и разположеният близо до кулата национален стадион по футбол.
Този паметник на културата представлява кула, висока 50 метра. Построена през 1971 г. за честванията на 2500-годишнината от създаването на Персийското царство.
Често наричат кулата Вратата на Техеран, тъй като този забележителен обект е първото нещо, което се набива в очите на хората, идващи от националното летище Мехрабад.
Построена е от исфахански бял мрамор и се състои от 8000 каменни блока. Проектирана е от архитекта Хюсеин Аманат, който печели конкурса през 1969 г. Официалната церемония по откриването на кулата се състои на 16 октомври 1971 г.
Най-голямата кулминация настъпва вечер, когато цялата кула излъчва цветовете на националното знаме на Иран.

## Видео
- Video detailing the history behind the construction of Azadi Tower